# Hypocrisy (album)
Hypocrisy – szósty album studyjny szwedzkiej grupy muzycznej Hypocrisy. Płyta została wydana 22 czerwca 1999 roku nakładem wytwórni muzycznej Nuclear Blast.

## Lista utworów
1. „Fractured Millennium” (Tögtgren) – 5:14
2. „Apocalyptic Hybrid” (Tögtgren) – 4:04
3. „Fusion Programmed Minds” (Tögtgren) – 4:39
4. „Elastic Inverted Visions” (Hedlund, Szoke, Tögtgren) – 6:16
5. „Reversed Reflections” (Tögtgren) – 4:29
6. „Until the End” (Hedlund, Tögtgren) – 5:54
7. „Paranormal Mysterio” (Tögtgren) – 4:39
8. „Time Warp” (O’Brien, Szoke, Tögtgren) – 3:51
9. „Disconnected Magnetic Corridors” (Szoke, Tögtgren) – 5:25
10. „Paled Empty Sphere” (Hedlund, Tögtgren) – 6:15
11. „Selfinflicted Overload” (Digipak bonus track) (Tögtgren) – 4:38